# 四極桿質譜儀

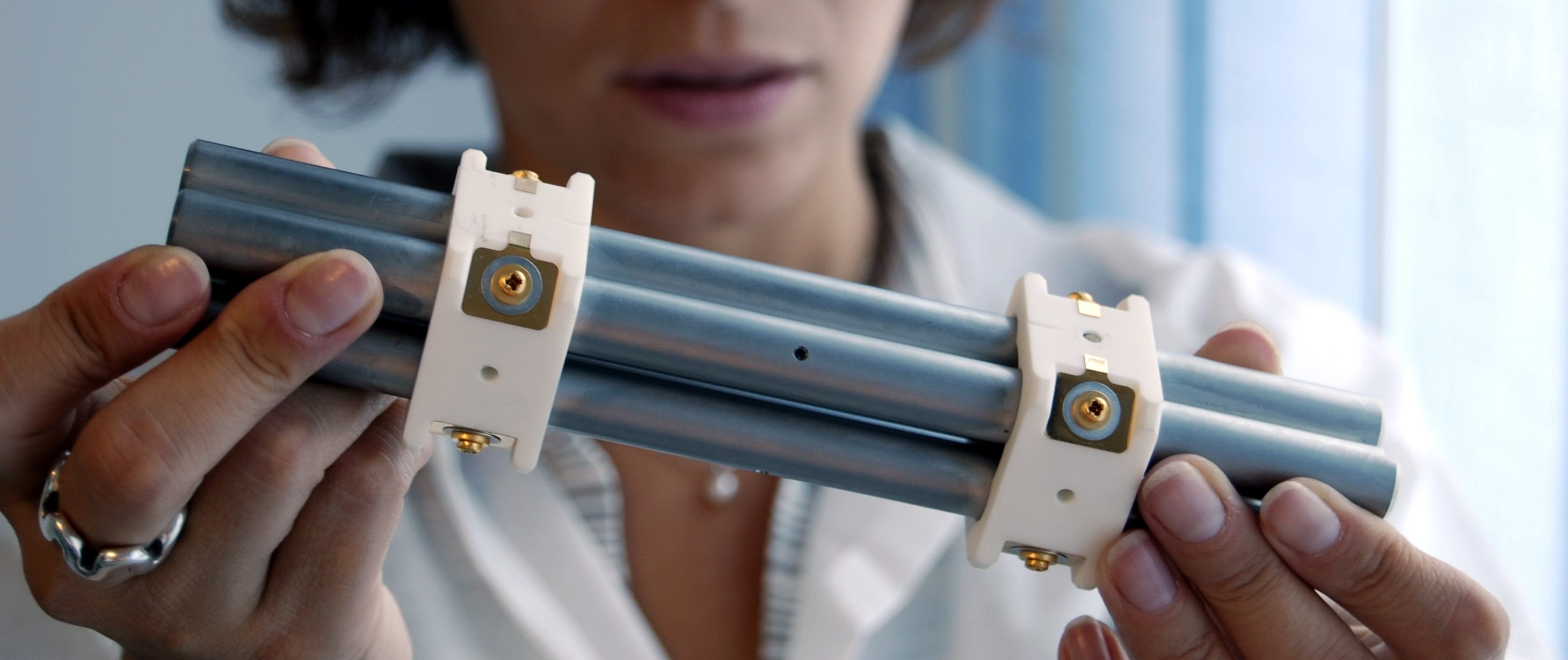
四極桿元件

四極桿質量分析儀（英語：The quadrupole mass analyzer）最初由諾貝爾獎得獎者沃爾夫岡·保羅和他的學生赫爾穆特·斯坦威德爾（Helmut Steinwedel）構思 ，也稱為透射四極桿質譜儀、四極桿質量過濾器或四極桿質譜儀，是一種質譜的類型。顧名思義，它由四個相互平行的圓柱桿組成。 在四極桿質譜儀中，四極桿是質量分析器 —— 是一種儀器組件，負責根據質荷比( m/z )選擇樣品。基於離子在施加到棒上的振盪電場中的軌跡穩定性，離子在四極中被分離。

## 操作原理

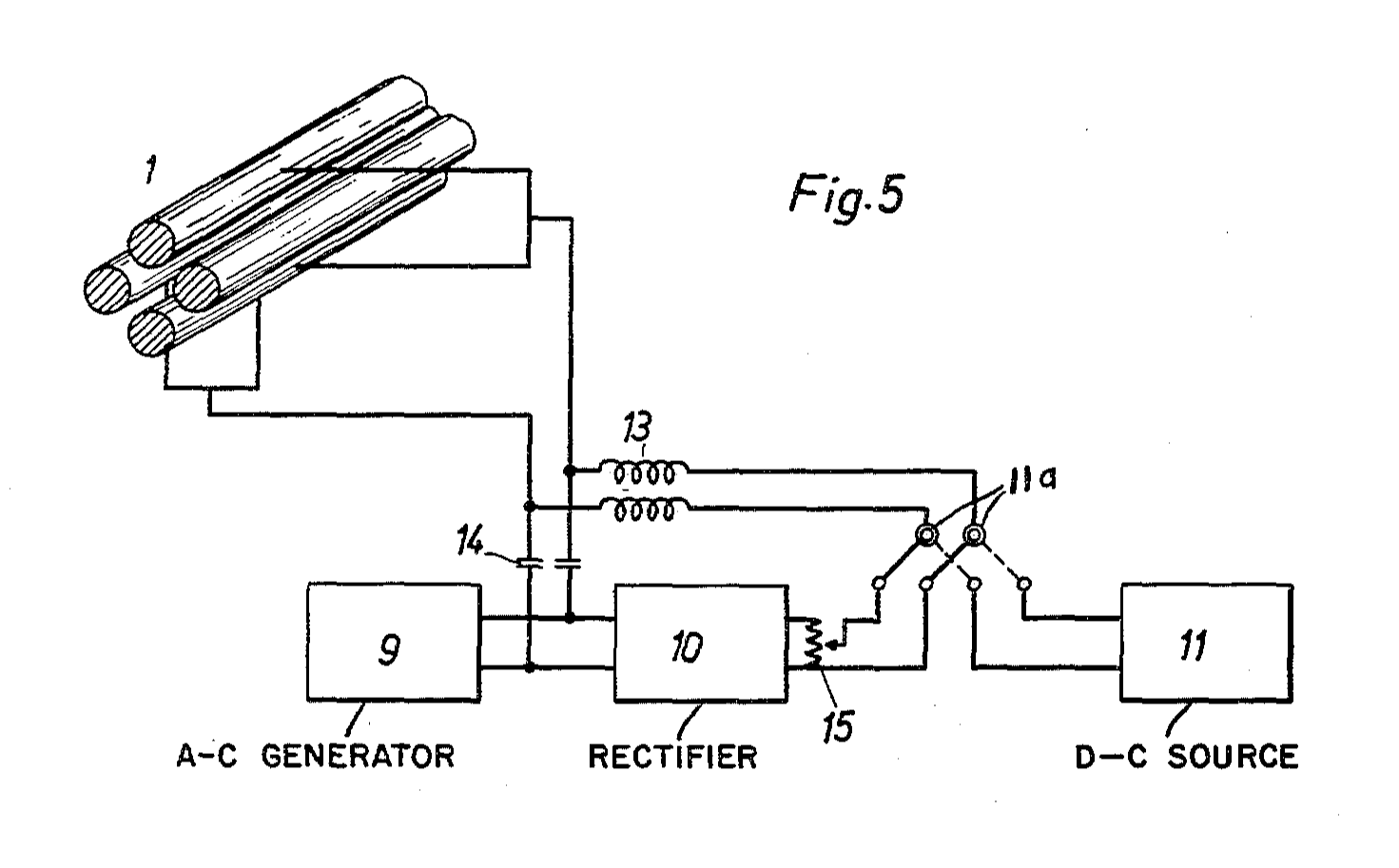
圖片來自美國專利“分離不同特定電荷的帶電粒子的裝置”

四極桿由四個平行的金屬棒組成。每個相對的桿對電連接在一起，並且在一對桿和另一對桿之間施加具有直流偏移電壓的射頻 (RF) 電壓。離子沿著棒之間的四極桿向下移動。對於給定的電壓比，只有具有特定質荷比的離子才能到達檢測器：其他離子的軌跡不穩定，會與棒發生碰撞。這允許選擇具有特定 m/z 的離子，或允許操作員通過連續改變施加的電壓來掃描一系列 m/z 值。在數學上，這可以在馬丟函數的幫助下進行建模。 

通過四極桿的離子路徑

理想情況下，桿是雙曲線的，但是具有特定桿直徑與間距比率的圓柱形桿提供了更容易製造的足夠近似雙曲線。比率的微小變化對分離度和峰形有很大影響。不同的製造商會根據預期的應用要求選擇略有不同的比率來微調操作特性。自 1980 年代以來，阿特拉斯工廠和隨後的芬尼根儀器公司芬尼根儀器公司使用機械公差為 0.001 毫米的雙曲線棒，其實際的生產過程在公司內部一直是保密的。

## 多重四極桿及其混合和變體
三個四極桿的線性系列稱為三重四極桿質譜儀。 第一個 (Q1) 和第三個 (Q3) 四極桿用作質量過濾器，中間 (q2) 四極桿用作碰撞池。 該碰撞池是一個僅 RF 四極桿（非質量過濾），使用 Ar、He 或 N2 氣體（~10−3 Torr, ~30 eV）用於碰撞誘導從 Q1 中分離選定的母離子。 隨後的片段被傳遞到 Q3，在那裡它們可以被過濾或完全掃描。
該過程允許研究可用於通過串聯質譜進行結構闡明的片段。 例如，可以將 Q1 設置為“過濾”已知質量的藥物離子，該藥物離子在 q2 中被碎片化。 然後可以將第三個四極桿 (Q3) 設置為掃描整個 m/z 範圍，提供有關碎片強度的信息。 因此，可以推斷出原始離子的結構。
三個四極桿的排列最早是由樂卓博大學的 吉姆·莫里森（化學家）開發的，他主要是研究氣相離子的光分解作用。  1970 年代後期，克里斯蒂·恩克和研究生理查德·約斯特在密歇根州立大學開發了第一台三重四極桿質譜儀。
四極桿可用於混合質譜儀。 例如，扇形質譜儀可以與碰撞四極桿和四極桿質量分析儀組合以形成混合儀器。
四極桿飛行時間質譜儀 (QTOF MS)是具有飛行時間裝置的碰撞四極桿和質量選擇四極桿作為第二質量選擇階段的混合體。 四極桿-四極桿-飛行時間 (QqTOF) 的組成配置也是可以的，尤其適用於肽和其他大型生物聚合物的質譜分析。
von Zahn 發明了一種稱為單極的四極質量分析儀的變體，它使用兩個電極進行操作並產生四分之一的四極場。 它有一個圓形電極和一個V形電極。 但是，其性能低於四極桿質量分析器。

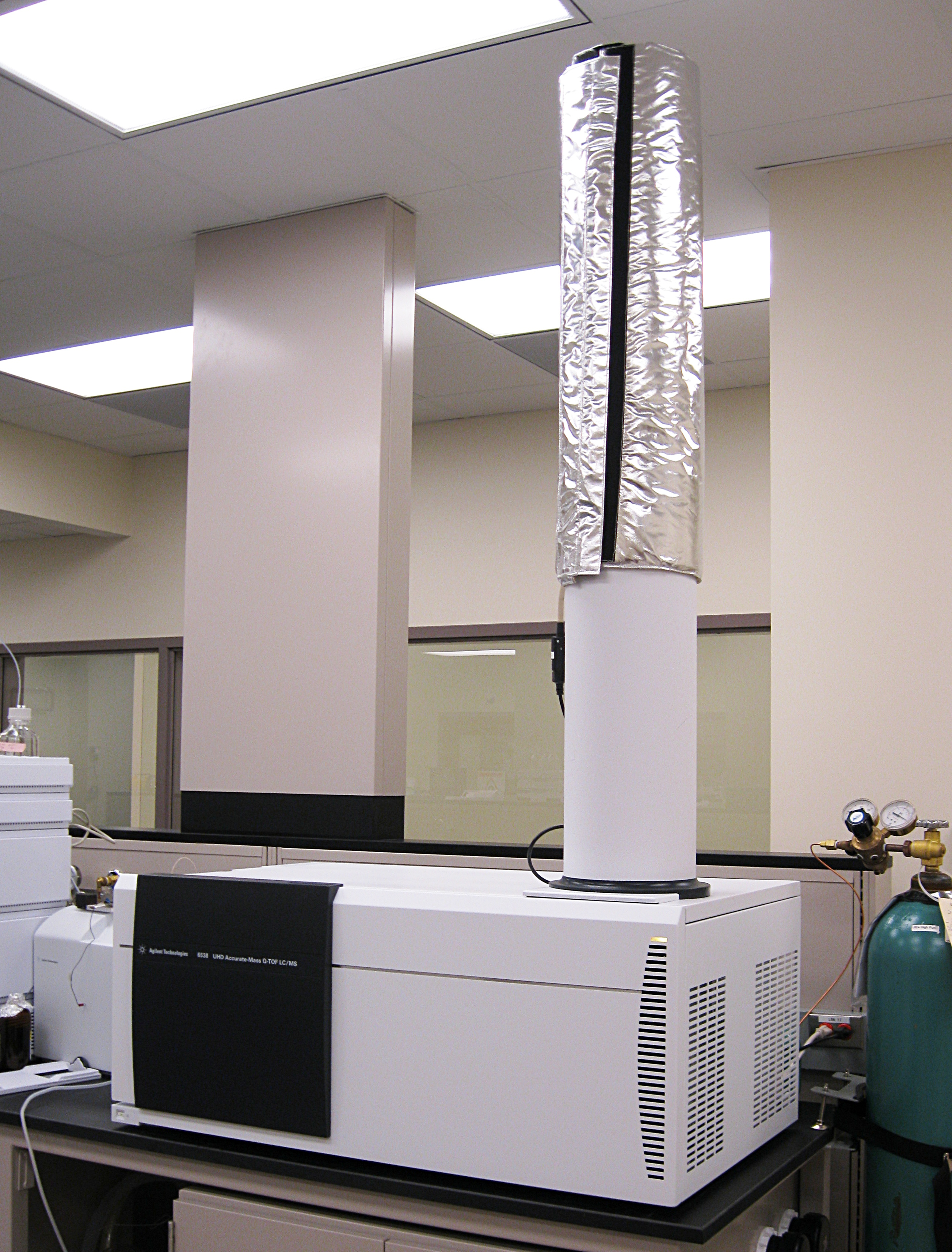
混合四極桿飛行時間質譜儀

當向儀器施加磁場時，四極質量分析儀的性能會得到提高。 以不同方向施加到四極桿質量分析儀的磁場在分辨率和靈敏度方面的多方面改進已被報導。

## 應用
這些質譜儀在研究特定離子的應用中表現出色，因為它們可以長時間保持在單個離子上的調諧。 這是有用的一個地方是在液相層析質譜法或氣相層析質譜法中，它們用作特別高的特異性檢測器。 四極桿儀器通常價格合理，是很好的多用途儀器。 帶有電子碰撞離子發生器的單四極質譜儀用作獨立分析儀在殘餘氣體分析儀、實時氣體分析儀、等離子診斷等離子診斷和二次離子質譜中。

## 更多資訊
- 四極磁鐵（英语：Quadrupole magnet）
- 射頻四極光束冷卻器（英语：RFQ beam cooler）
- 傅立葉變換離子迴旋共振質譜法